# Dyfrakcja elektronów
Dyfrakcja elektronów – zjawisko dyfrakcji zachodzące dla elektronów i dowodzące ich falowej natury. Ujemnie naładowane elektrony są rozpraszane na atomach odczuwając zarówno obecność dodatnio naładowanych jąder, jak i ujemnie naładowanej chmury elektronowej. Periodycznie uporządkowana struktura działa jak siatka dyfrakcyjna, dając wzmocnione sygnały w wyszczególnionych kierunkach. Na podstawie uzyskanego wzoru dyfrakcyjnego, możliwe jest odtworzenie struktury kryształu. Analogicznie do dyfrakcji promieniowania rentgenowskiego i dyfrakcji neutronów można ją stosować jako technikę analityczną umożliwiającą badanie struktury krystalicznej ciał stałych, w tym struktury powierzchni oraz ustalenie struktury związków chemicznych. Ze względu na inne podstawy fizyczne dyfrakcja elektronów jest komplementarna do wyżej wymienionych technik. 

## Historia
Hipoteza de Broglie'a, sformułowana w 1924 r., przewiduje, że cząstki powinny również zachowywać się jak fale. Trzy lata później hipoteza została potwierdzona w dwóch niezależnych eksperymentach, w trakcie których została zaobserwowana dyfrakcja elektronów. George Thomson i Andrew Reid przepuścili wiązkę elektronów przez cienką warstwę celuloidu i zaobserwowali pierścienie interferencyjne. Mniej więcej w tym samym czasie Clinton Joseph Davisson i Lester Halbert Germer przepuścili wiązkę elektronów przez monokryształ niklu obserwując wzór dyfrakcyjny. W 1937 r. Thomson i Davisson podzielili się Nagrodą Nobla w dziedzinie fizyki.

## Techniki
Obecnie w chemii i fizyce ciała stałego wykorzystywane są różne metody oparte na dyfrakcji elektronów. Mogą one wykorzystać transmisyjny mikroskop elektronowy (TEM) lub skaningowy mikroskop elektronowy (SEM). Przykładowe techniki eksperymentalne:
• PED (ang. precession electron diffraction) - metoda mierzenia wzoru dyfrakcyjnego z wykorzystaniem TEM. W trakcie eksperymentu odchylona od osi mikroskopu wiązka elektronów jest obracana wokół tej osi. W wyniku otrzymujemy wzór dyfrakcyjny wynikający z uśredniania po pojawiających się kolejno warunkach dyfrakcji. Daje to quasi-kinematyczny wzór dyfrakcyjny.
• PEDT (ang. precession-assisted electron diffraction tomography) - połączenie obecnej w technice PED precesji wiązki elektronów z niewielkimi ruchami próbki, co w efekcie daje większą kompletność danych. Jest to technika umożliwiająca rozwiązanie struktury ab-initio
• RED (ang. rotation electron diffraction)
• Mikrokrystaliczna dyfrakcja elektronowa (MicroED, ang. Microcrystal electron diffraction) - w trakcie eksperymentu kryształ jest obracany tak, aby otrzymać równomierne rozłożenie refleksów na jak największej części sfery Ewalda. Jest to metoda pozwalająca na wyznaczanie struktury małych cząsteczek oraz białek z trójwymiarowych kryształów z wykorzystaniem TEM.
• Dyfrakcja wstecznie rozproszonych elektronów (EBSD, ang. electron backscatter diffraction) - metoda oparta na rozpraszaniu nieelastycznym, z wykorzystaniem SEM.